# Nie żałuję swojej młodości
Nie żałuję swojej młodości (jap. わが青春に悔なし Waga seishun ni kuinashi; dosł. „Bez żalu do naszej młodości” / „Nie mamy żalu do naszej młodości”) – japoński czarno-biały film fabularny, wyprodukowany w 1946 roku, według scenariusza i w reżyserii Akiry Kurosawy. Fabuła filmu odwołuje się m.in. do incydentu z Takigawy z 1933 roku. Zdjęcia kręcono w Tokio i Kioto.
Postać jednego z bohaterów jest oparta na biografii i prawdziwej historii Hotsumiego Ozaki, który był informatorem słynnego szpiega Richarda Sorge. Ozaki, jako jedyny Japończyk, został skazany na karę śmierci, i powieszony za zdradę stanu podczas II wojny światowej.
Opisy filmu, które znajdują się w sieci zawierają błędy. Akcja rozpoczyna się w 1933 roku, a nie po II wojnie światowej. Również tytuł filmu jest nieprecyzyjny i jest prezentowany w różnych tłumaczeniach, zarówno po polsku, jak i po angielsku.